# Partit Democràtic del Kurdistan/Nord
Partit Democràtic del Kurdistan/Nord (kurd: Partiya Demokrat a Kürdistan/Bakur; turc: Kürdistan Demokrat Partisi/Kuzey) és un partit polític il·legal de Turquia que demana un estat independent per als kurds. Junt amb el Partit dels Treballadors del Kurdistan (i els seus successors) i el Partit Revolucionari del Kurdistan és una de les tres forces kurdes que lluita pels drets kurds a Turquia, però a diferència dels altres dos no segueix principis comunistes.
El Bakur fou fundat el setembre de 1992 per la unió de l'Ala Rızgari Birlik Platformu, la Ulusal Birlik Platformu (Bergeh), alguns grupuscles separats del Rizgari i alguns independents. Inicialment es va dir Hevgırtın-PDK. Fou el successor de Partit Democràtic del Kurdistan Turc format en 1965 i dissolt el 1968. El 1994 va adoptar el nom de PDK/Bakur; Bakur significa nord, en al·lusió a la part septentrional del Kurdistan. És un partit progressista moderat i refusa la separació dels kurds en diferents estats.
En 2013, Turquia el considerava una de les 12 organitzacions terroristes del país i una de les tres separatistes.